# الانتخابات الإسبانية العامة 1920
جرت الانتخابات الاسبانية العامة لسنة 1920 يوم الأحد 19 ديسمبر 1920 لانتخاب برلمان عودة البوربون لمملكة اسبانيا التاسع عشر. وجرت الانتخابات لجميع مقاعد مجلس النواب ال 409، بالإضافة إلى 180 مقعد من مقاعد مجلس الشيوخ ال 360.

## نظرة عامة
شكلت الهيئة التشريعية الإسبانية للكورتيس في وقت انتخابات 1920 من مجلسين:
- مجلس عموم وهو مجلس النواب.
- مجلس الأعيان وهو مجلس الشيوخ.

وكان هذا البرلمان من مجلسين نظام متكامل تقريبا، حيث أنشئ المجلسان بوصفهما «هيئات تشريعية مشتركة». ولكليهما وظائف تشريعية ومهام تتعلق بالرقابة والميزانية ويتقاسمان سلطات متساوية باستثناء قوانين التبرعات والدين العام، حيث يكون للكونغرس الأولوية.
حافظ دستور 1876 على ابقاء إسبانيا ملكية دستورية ومنح الملك سلطة تسمية أعضاء مجلس الشيوخ وإلغاء القوانين، بالإضافة إلى لقب القائد العام للجيش. كما أن للملك دورا رئيسيا في «نظام تداول السلطة» (بالإسبانية: turno pacífico)‏ من خلال تعيين وإسقاط الحكومات والسماح للمعارضة بالاستيلاء على السلطة. وفي ظل هذا النظام تمكن الحزبان المحافظون والليبراليون من تداول السلطة عن طريق تزوير الانتخابات التي حققوها من مرشحيها الذين يحظون بتأييد الحكومة (بالإسبانية: encasillado)‏ باستخدام الروابط بين وزارة الداخلية والحكام المدنيين في المقاطعات مع الزعماء المحليين (بالإسبانية: cacique)‏ لضمان النصر واستبعاد الأحزاب الصغيرة من تقاسم السلطة معهم.

## النظام الانتخابي
بالنسبة لمجلس النواب فقد خصص 88 مقعدا ل 28 دائرة انتخابية متعددة الأعضاء، ومنح حق التصويت الكتلوي الجزئي للمقاعد 314 المتبقية بنظام الجولة الأولى من جولتين في الدوائر ذات العضو الواحد. وبدلا من التصويت للأحزاب سيصوت الناخبون للمرشحين الأفراد. وفي المقاطعات التي تنتخب من مقعد إلى أربعة مقاعد يمكن للناخبين التصويت لمرشحين أقل بواحد من المقاعد التي يتعين شغلها؛ في المقاطعات التي لديها من خمس إلى ثمانية مقاعد، سيكون التصويت أقل بإثنين؛ وفي المقاطعات التي لديها من ثمانية إلى عشر مقاعد، سيكون التصويت أقل بثلاث؛ و4 أصوات أقل في الدوائر الانتخابية متعددة الأعضاء التي تنتخب من عشرة مقاعد فأكثر؛ واعتبر المرشحون الذين حصلوا على أغلبية الأصوات فائزون من الجولة الأولى؛ وإذا لم يستوف أي مرشح تلك النسبة تعقد جولة ثانية يكون المرشح الفائز الذي ينال أكثرية الأصوات. وفي المقاطعات ذات العضو الواحد فإن المرشحون كانوا يتنافسون دون معارضة. وفي الدوائر متعددة الأعضاء فإن كان عدد المرشحين متساوٍ أو أقل من عدد المقاعد المراد شغلها فسيعلن عن المرشحين تلقائياً دون انتخابات. ويتحدد العدد الإجمالي للمقاعد حسب عدد السكان، أي مقعد واحد لكل 50,000 نسمة. والتصويت اجباري وعلى أساس حق الاقتراع النزيه حيث يحق التصويت للذكور فوق 25 عاما وأن يكون قد أقام سنتين على الأقل في البلدية التي يحق له التصويت فيها. تم إعفاء الذين هم فوق سن السبعين وقضاة الدرجة الأولى وكتاب العدل العامين ورجال الدين من التصويت. وفي الوقت نفسه، فإن للذكور العلمانيين الذين تزيد أعمارهم عن 25 سنة ويتمتعون بكامل الحقوق المدنية فهم مؤهلون للكونغرس إذا استجابوا لأحد هذه الشروط: (1) شغلوا من قبل منصب نائب؛ (2) رشحه على الأقل عضوان في مجلس الشيوخ أو أعضاء سابقون في مجلس الشيوخ أو نائبين أو نائبين سابقين عن نفس المقاطعة أو ثلاثة نواب إقليميين أو سابقين داخل الدائرة الانتخابية؛ (3) رشحه ما لا يقل عن 0.05 ٪ من الناخبين المسجلين في المنطقة.
لم يكن مجلس الشيوخ هيئة منتخبة انتخاب مباشر، فأعضاءه البالغ عددهم 360 عضوا ينقسمون إلى ثلاث فئات:
- أعضاء بالمجلس حسب حقوقهم الذاتية. وشملت سلالة الملك بالإضافة إلى وريث واضح أو ولي العهد والنبلاء الإسبان من الدرجة الأولى وجنرالات الجيش برتبة كابتن جنرال أدميرالات البحرية وبطريرك الإنديز والمطارنة وآخرين غيرهم.
- أعضاء عينهم الملك مدى الحياة.
- أعضاء مجلس الشيوخ منتخبين، يعينهم المساهمين الرئيسيين والمستشارين ونواب المقاطعات والجامعات ومجالس المدن والأكاديمية الملكية للتاريخ والأكاديمية الملكية للطب وغيرهما من الأكاديميات. بالإضافة إلى الوزراء وجمعيات أصدقاء البلد والمجتمعات الاقتصادية الأخرى.

نص دستور 1876 على انتخاب 180 عضوا من أعضاء مجلس الشيوخ والباقي يكون من الفئتين الأخريين. ويشترط أن يكون أعضاء مجلس الشيوخ المنتخبين قد خدموا عشر سنوات، وتفاوت مدة عضويتهم بحيث نصف هذه المقاعد مخصصة للتعيين كل خمس سنوات. ويحق للملك حل كامل القسم المنتخب لمجلس الشيوخ فاتحا باب التعيين لجميع الأعضاء.

## النتائج
| \| المقاعد البرلمانية \| المقاعد البرلمانية \| المقاعد البرلمانية \| المقاعد البرلمانية \| المقاعد البرلمانية \| \| ------------------ \| ------------------ \| ------------------ \| ------------------ \| ------------------ \| \| \| \| \| \| \| \| حزب المحافظين \| حزب المحافظين \| \| 54.77% \| 54.77% \| \| الحزب الليبرالي \| الحزب الليبرالي \| \| 29.10% \| 29.10% \| \| الرابطة الإقليمية \| الرابطة الإقليمية \| \| 3.67% \| 3.67% \| \| حزب الإصلاح \| حزب الإصلاح \| \| 2.20% \| 2.20% \| \| الراديكالي \| الراديكالي \| \| 1.96% \| 1.96% \| \| الإشتراكي \| الإشتراكي \| \| 0.98% \| 0.98% \| \| آخرون \| آخرون \| \| 7.32% \| 7.32% \| |                   |  |        |        |
| المقاعد البرلمانية |                   |  |        |        |
| |                   |  |        |        |
| حزب المحافظين | حزب المحافظين     |  | 54.77% | 54.77% |
| الحزب الليبرالي | الحزب الليبرالي   |  | 29.10% | 29.10% |
| الرابطة الإقليمية | الرابطة الإقليمية |  | 3.67%  | 3.67%  |
| حزب الإصلاح | حزب الإصلاح       |  | 2.20%  | 2.20%  |
| الراديكالي | الراديكالي        |  | 1.96%  | 1.96%  |
| الإشتراكي | الإشتراكي         |  | 0.98%  | 0.98%  |
| آخرون | آخرون             |  | 7.32%  | 7.32%  |